# Simfonia núm. 28 (Mozart)
La Simfonia núm. 28 en do major, K. 200 (K. 189k), és una simfonia composta per Wolfgang Amadeus Mozart, i és considerada com la darrera de l'anomenat "període salzburguès". La data exacta de la composició no està del tot clara, però es creu que probablement la va escriure el 17 o el 12 de novembre del 1774 o del 1773.
Aquesta Simfonia núm. 28 sovint és considerada de manera diferent pels musicòlegs a causa del seu caràcter galant que pot ser descrit com a "transparent".

## Estructura
Està formada per quatre moviments:
1. Allegro con spirito, en compàs de 3/4
2. Andante, en compàs de 2/4
3. Menuetto & Trio, en compàs de 3/4
4. Presto, en compàs de 2/2

El primer moviment destaca pel seu rigorós caràcter introductori. En la tonalitat de do major, les melodies i els temes estan desenvolupats en contrast amb els arpegis del primer moviment. Al final, Mozart utilitza instrument de vent-metall d'una manera destacada, menys usual a l'època, que anticipa la seva posterior Simfonia núm. 41, «Júpiter»